# أدولف-فيليب كارون
أدولف-فيليب كارون هو محامي وسياسي كندي، ولد في 24 ديسمبر 1843 في مدينة كيبك في كندا، وتوفي في 20 أبريل 1908 في مونتريال في كندا. نشط حزبياً في حزب كندا المحافظ. وقد انتخب عضو مجلس العموم الكندي.